# El Niño (film)
El Niño è un film del 2014 diretto da Daniel Monzón.